# Vltava
Vltava (tysk: Moldau) er med sine 430 km den længste flod i Den Tjekkiske Republik. Den løber i sydøst langs Böhmerwald og derefter nordpå gennem Bøhmen, gennem byerne Český Krumlov, České Budějovice og Prag og udmunder i Elben ved Mělník ca. 30 km nord for Prag. Vltava kaldes den tjekkiske nationalflod.

## Etymologi
Både det tjekkiske navn Vltava og det tyske navn Moldau menes at stamme fra det urgermanske ord *wilt ahwa (dansk: ~ vildt vand) (jf. latin aqua). I Fuldaer Annalen fra 872 e.Kr. kaldes floden Fuldaha; fra 1113 e.Kr. kaldes den Wultha. I Chronica Boemorum fra 1125 omtales floden for første gang med sit bohemiserede navn, Wlitaua.

## Vltavas løb
Vltava er 430 km lang og afvander ca. 28.090 km², mere end halvdelen af Bøhmen og omkring en tredjedel af hele Tjekkiet. Ved sammenløbet med Elben er Vltava mere vandrig end Elben, men udmunder i Elben i en ret vinkel, så den ligner en biflod. Gennem Prag krydses Vltava af 18 broer (herunder den berømte Karlsbroen, vist nedenfor) og strækker sig 31 km gennem byen. Vandet fra floden blev tidligere brugt som drikkevand. Indtil 1912 pumpede Vinohrady vandtårnet vand direkte op fra floden.
Adskillige dæmninger blev bygget på floden i 1950'erne. Den største er Vodní nádrž Orlík (dansk: ~ Orlik dæmningen), mens Vodní nádrž Lipno (dansk: ~ Lipno dæmningen) i Böhmerwald har det arealmæssigt største reservoir. I august 2002 blev Vltavabækkenet kraftigt påvirket af de europæiske oversvømmelser. De dræbte adskillige og forårsagede store skader også i Prag.
Højdeforskellen fra kilden til udmundingen er omkring 1.016 meter og den største bæk ved kilden kaldes Černý Potok (dansk: ~ Sorte Bæk). Vltava opstår ved sammenløbet af to vandløb: Varme Vltava (tjekkisk: Teplá Vltava), der er længst, og Kolde Vltava (tjekkisk: Studená Vltava), der har sit udspring i Bayern. Vltava har mange bifloder: de største er Otava og Berounka fra venstre og Lužnice og Sázava fra højre bred. Omkring Český Krumlov (især fra Vyšší Brod til Borsov nad Vltavou) er der populære mål for vandsportsfolk.

## Vltava i kultur og videnskab
Moldaus løb beskrives af den tjekkiske komponist Bedřich Smetana i det symfoniske digt Má vlast (dansk: Mit fædreland). Det er fra romantikken.
Smetanas symfoniske digt har inspireret til Sangen om Moldau, der indgår i Bertolt Brechts teaterstykke Svejk i anden verdenskrig.Lise Ringheim sang sangen på Det Kongelige Teater.
Sangen er udgivet af både Sebastian på albummet Tiderne skifter og Marianne Knorr på I disse tider, omkvædet på dansk lyder "I Moldau har strømmen slidt stenene runde.//Tre kejsere ligger begravet i Prag.//De svage bli'r stærke, og stort går til grunde.//En nat har tolv timer, og så bli'r det dag."
En mindre planet, 2123 Vltava, opdaget i 1973 af den sovjetiske astronom Nikolaj Tjernykh, er opkaldt efter floden.